# Carlos X de Francia
Carlos X de Francia (Palacio de Versalles, 9 de octubre de 1757-Gorizia, Iliria, 6 de noviembre de 1836) fue rey de Francia y de Navarra entre 1824 y 1830. Fue el último rey Borbón de Francia y el último rey que tuvo una ceremonia de coronación.

## Primeros años
Nieto de Luis XV y su esposa, la princesa polaca María Leszczyńska, e hijo menor de Luis, Delfín de Francia, quien nunca reinó, y de su esposa alemana, María Josefa de Sajonia. Carlos era hermano de Luis XVI, rey depuesto y ejecutado durante la Revolución francesa, y también del rey Luis XVIII, que reinó tras la caída de Napoleón. Ostentó el título de conde de Artois.
Fue bautizado el 19 de octubre de 1761, el día después del bautismo del futuro Luis XVI y el futuro Luis XVIII, con los nombres de Carlos Felipe por el arzobispo Carlos Antonio de La Roche-Aymon en la Capilla Real de Versalles en presencia de Jean-François Allart, sacerdote de la iglesia de Nuestra Señora de Versalles. Su madrina fue su tía Sofía de Francia y su padrino fue el rey Carlos III de España, representado por el futuro Luis XVI, su hermano.

## Matrimonio y descendencia
El 16 de noviembre de 1773, contrajo matrimonio con María Teresa de Saboya (1756-1805), hija de Víctor Amadeo III de Saboya y de la infanta María Antonieta de Borbón. El matrimonio tuvo cuatro hijos:
- Luis Antonio, duque de Angulema (1775-1844), casado con su prima María Teresa de Francia, hija de Luis XVI y María Antonieta.
- Sofía, Mademoiselle de Artois (5 de agosto de 1776- 5 de diciembre de 1783), fallecida a la edad de 7 años.
- Carlos Fernando, duque de Berry (1778-1820), casado en primeras nupcias con una dama inglesa, y luego con Carolina de Borbón Dos-Sicilias.
- María Teresa, Mademoiselle de Angulema (6 de enero de 1783 - 22 de junio de 1783), fallecida a los 5 meses de edad.

Su hijo favorito era Carlos Fernando, quien se le asemeja mucho, tanto física como moralmente. El mayor, Luis Antonio, por el contrario, era tímido y sufría de miopía y tics nerviosos.
Carlos a diferencia de sus hermanos mayores que tenían tendencia al sobrepeso, era un hombre apuesto y atractivo, su esposa no era considerada bella y Carlos tuvo muchas amantes a lo largo de su vida, como por ejemplo con Luisa d'Esparbès de Lussan. Considerado un vividor rodeado de lujos, era impopular.

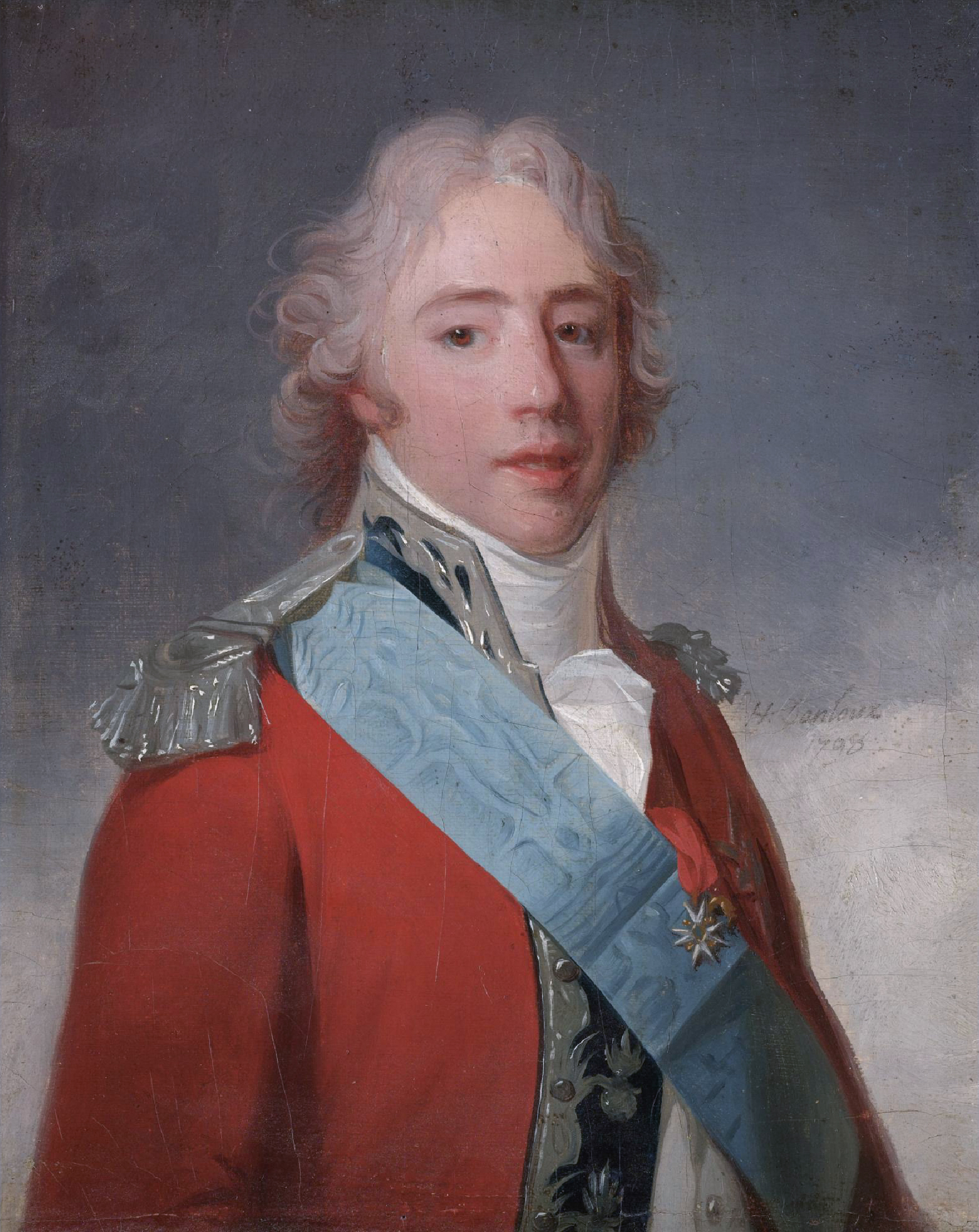
Carlos en 1793.

## Revolución y exilio
Se exilió de Francia tres días después de la Toma de la Bastilla, en la noche del 16 al 17 de julio, y fue desde aquel momento uno de los símbolos más notorios de la contrarrevolución. Es considerado el jefe de los émigrés y hasta la primavera de 1791 residió en Piamonte desde donde desarrolló una intensa actividad en las cortes reales europeas. Contribuyó con Calonne a la declaración de Pillnitz (27 de agosto de 1791) y encabezó las tropas de los emigrados franceses dentro del ejército prusiano contra el ejército francés en la batalla de Valmy en septiembre de 1792. Estuvo residiendo durante muchos años en Gran Bretaña hasta que la caída de Napoleón Bonaparte le permitió a su hermano Luis XVIII ascender al trono de Francia.

## Vuelta del exilio: reinado de Luis XVIII y losultras
Durante el reinado de Luis XVIII de Francia, el futuro Carlos X representó la rama más extremista del conservadurismo, liderando en secreto el partido ultramonárquico (del cual se decía que era «más monárquico que el rey»). Al contrario que su hermano, el rey, quien se mostraba conciliador y perdonó a los partidarios de Napoleón Bonaparte, el conde de Artois abogaba por el castigo a los participantes de la Revolución, que daría lugar al llamado Terror Blanco.
Los ultramonárquicos fueron ganando poder progresivamente, y conforme más enfermo se encontraba el monarca, más poder delegaba en su hermano de Artois. La muerte de Luis XVIII y el advenimiento de Carlos X de Francia y de Navarra colmaron las expectativas del partido.

## Reinado

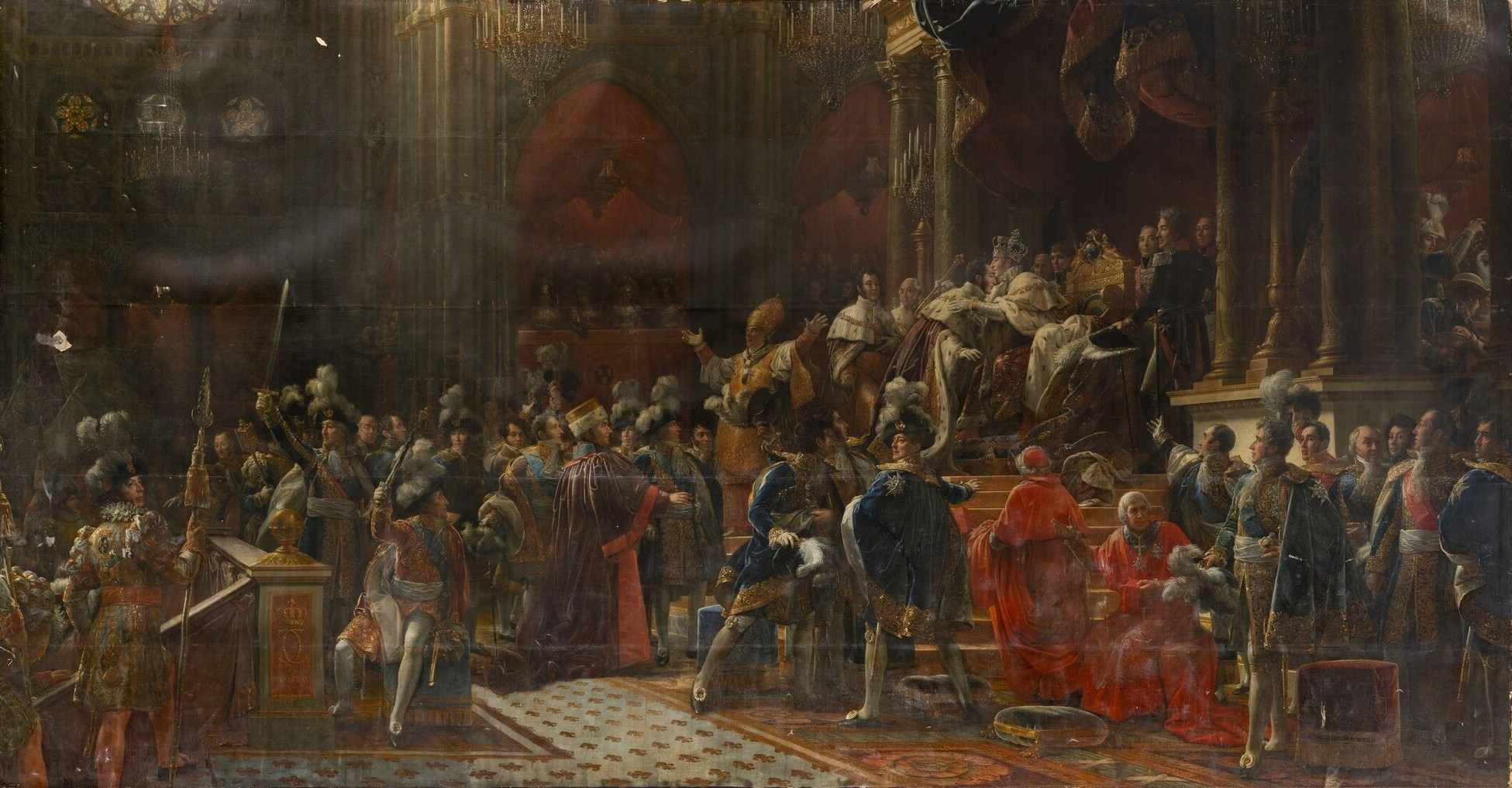
Coronación de Carlos X por François Gérard.

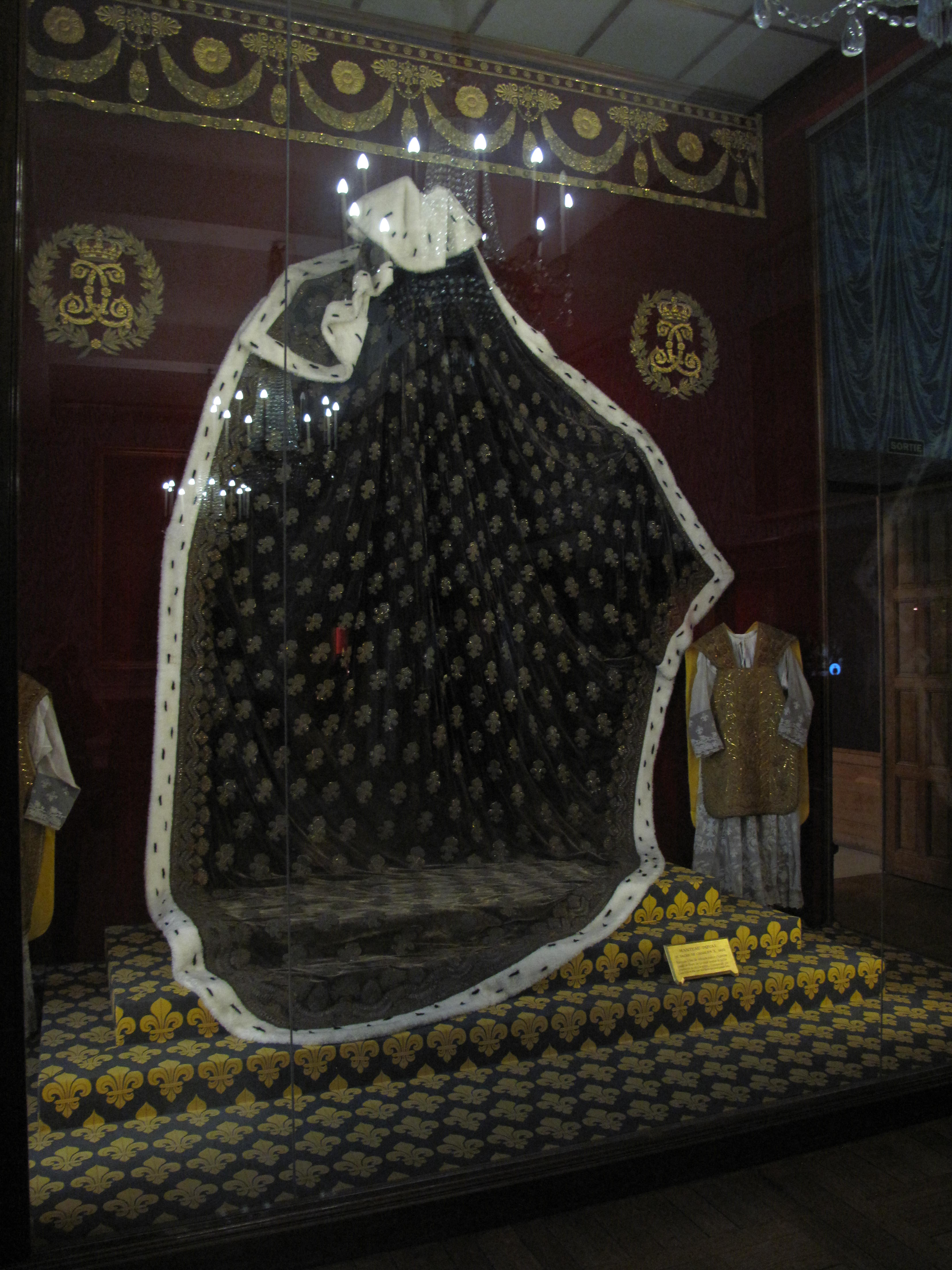
Manto de la coronación de Carlos X.

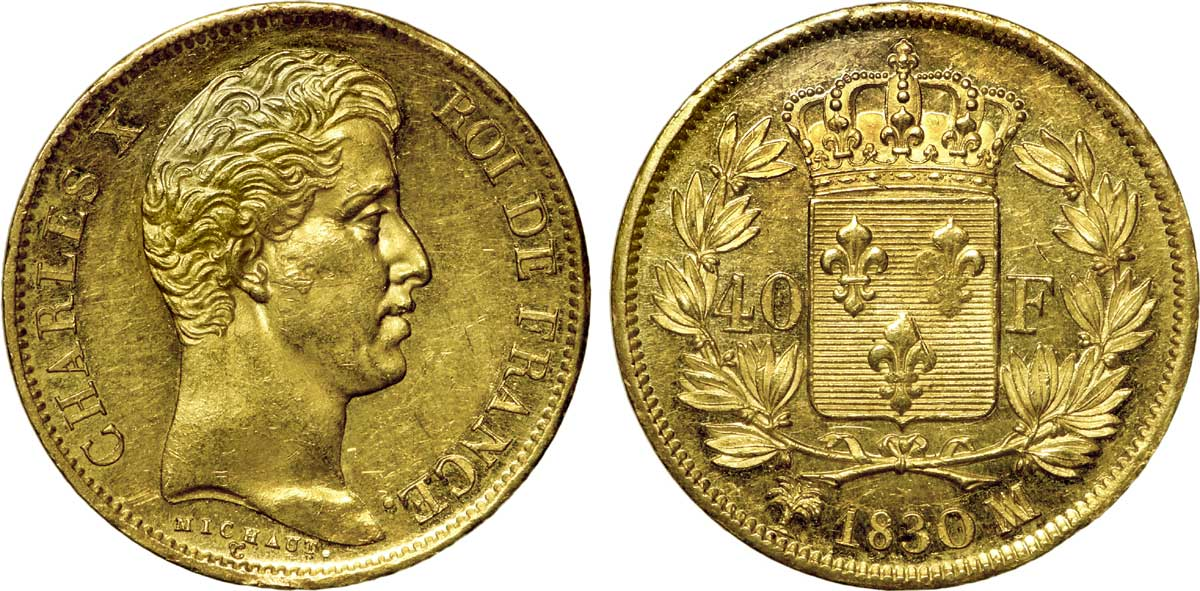
40 francos con la efigie de Carlos X.

A la muerte de Luis XVIII en 1824, Carlos X heredó el trono francés y fue coronado el 29 de mayo de 1825 en la catedral de Reims. Sería esta la última coronación de un rey en Francia. El reinado de Carlos X estuvo marcado por las inmensas tiranteces con la burguesía francesa, y, en general, con las ramas más liberales del estamento político; las pretensiones absolutistas y ultramonárquicas de Carlos X no encontraban cabida en un sistema político formado, en su mayoría, por grupos políticos liberales, que era patente que tenían el apoyo popular suficiente para controlar la Cámara de Diputados, si bien el fraude electoral prevenía tal circunstancia.
La incomodidad del rey y de sus partidarios ultramonárquicos ante esta situación fue evidente desde el principio de su reinado, y los ultramonárquicos no dudarían en tratar de dominar la política francesa recurriendo al fraude electoral, al chantaje y al libelo, lo que causó un gran descontento entre la burguesía liberal y las clases populares; este descontento se puso de manifiesto cuando, en abril de 1827, Carlos X estaba pasando revista a la Guardia Nacional: los guardias no dudaron en proferir insultos y amenazas contra el rey, ante la impotencia de los oficiales, y Carlos X tuvo que huir precipitadamente. Días después, Carlos X, asustado por la posibilidad de que la Guardia Nacional lo derrocara, ordenó su disolución. Sin embargo, el episodio había dejado claro la débil posición de su monarquía, que fue incapaz de desarmar a la Guardia tras su disolución.
La política ultramonárquica de Carlos X se concretaba en las iniciativas legislativas desarrolladas por uno de sus principales apoyos, el primer ministro Jean-Baptiste de Villèle, que ejercía el cargo desde el reinado de Luis XVIII. Era sabido que las principales leyes promovidas por el primer ministro eran parte de una lista de leyes que Carlos X le había entregado al principio de su reinado, y que quería ver ratificadas por la Cámara de los Diputados y la de los Pares lo antes posible. Estas leyes, tremendamente impopulares, iban encaminadas a otorgar grandes poderes y privilegios a la nobleza y el clero, en detrimento del tercer estado; en definitiva, la iniciativa legislativa de Carlos X pretendía abolir los principales logros de la Revolución. En 1825 se aprobó una de las leyes más polémicas, destinada a indemnizar a todos aquellos nobles cuyas tierras habían sido expropiadas durante la Revolución. La ley Anti-Sacrilegio de ese mismo año convertía en delito penal cualquier ofensa cometida contra la Iglesia Católica; esta ley sería usada como instrumento de venganza política contra muchos políticos liberales. 
No obstante, el episodio de la Guardia Nacional de 1827 puso de manifiesto el desgaste de Carlos X. En noviembre de ese año, el ultramonárquico Villèle perdía la mayoría parlamentaria, y fue desplazado del poder. El siguiente primer ministro, Jean-Baptiste de Martignac, era un político moderado a quien Carlos X detestaba. El rey planteó el ministerio de este como un mal pasajero, y no dudó en conspirar contra su primer ministro, que se vio forzado a dimitir en agosto de 1829. Martignac fue sucedido por el ultramonárquico Jules de Polignac, de escasa inteligencia política y amigo del rey; sin embargo, el ascenso de Polignac coincidió con las elecciones del 30 de agosto de 1829, en las que los ultramonárquicos perdieron cualquier posibilidad de controlar las cámaras legislativas. El abandono de las filas pro-monárquicas del conservador Chateaubriand, muy descontento con la elección de Polignac, dejó a éstos en minoría, por lo que Polignac y Carlos X maniobraron para no convocar a las nuevas cámaras hasta marzo de 1830, previendo iniciativas legislativas de tendencia liberal. En el ínterin, en enero de 1830, Carlos X declaró la guerra a Argelia debido a que el virrey Hussein Dey había expulsado al cónsul francés en la zona; con esta guerra Carlos X esperaba distraer la atención del público de la situación política interna.
Finalmente, el 2 de marzo de 1830, Carlos X tuvo al fin que convocar a las Cámaras para inaugurar la legislatura. En su discurso inaugural ante las mismas se esperaba que Carlos X se mostrara moderado y conciliador, pero, en vez de eso, hizo un panegírico de su política, justificando la elección de Polignac como primer ministro y obviando el talante eminentemente liberal de las nuevas cámaras. Estas vieron en el discurso del rey una provocación a la que respondieron el 18 de marzo votando un decreto que exigía que el gabinete y los ministros del rey contaran con la aprobación de las cámaras. El día anterior, conociendo la inminente iniciativa, el rey y su gobierno había convocado elecciones generales para julio, y el 19 de marzo Carlos X disolvía las cámaras. El descontento popular fue inmenso.
Previendo una derrota electoral, Carlos X no dudó en tratar de manipular las elecciones, que comenzaron el 23 de junio: el 6 de julio, viendo que su situación política era muy precaria, el rey fue urgido por Polignac a que invocara el artículo 14 de la Constitución, que permitía suspender la misma ante una situación de emergencia, otorgando poderes extraordinarios al monarca. Mediante el ejercicio de los poderes de emergencia, Carlos X pretendía convocar unas nuevas elecciones y manipular los resultados a su favor, lo cual exigía, en primera instancia, poder nombrar prefectos provinciales afines al partido ultramonárquico. Si se hubiera limitado a esto, el autogolpe de estado de Carlos X pudiera haber tenido éxito; sin embargo, aconsejado por Polignac, el consejo de ministros redactó las Ordenanzas de Julio, un conjunto de cuatro ordenanzas encaminadas a abolir la libertad de prensa, disolver la nueva cámara de diputados, alterar el sistema electoral y convocar nuevas elecciones para septiembre. Polignac creía que de este modo el éxito del golpe estaba garantizado.

## Revolución de Julio

Eugène Delacroix, la Libertad guiando al pueblo; alegoría de la revolución de 1830.

Carlos X firmó las ordenanzas en el Château de Saint-Cloud el 25 de julio, creyendo así zanjada la crisis política que él mismo había iniciado. Las ordenanzas fueron publicadas por el Moniteur (el boletín oficial del estado) el 26 de julio, causando una profunda sorpresa en París. Aunque en un primer momento pareció que el pueblo no iba a reaccionar ante ellas, pronto se demostró lo contrario: la prensa liberal, encabezada por el periodista Adolphe Thiers, y que iba a ser abolida de facto gracias a las ordenanzas, comenzó a llamar a la resistencia contra las pretensiones del monarca. El 26 de julio, a la tarde, una inmensa multitud comenzó a reunirse en los jardines del Palais-Royal, un lugar simbólico desde la Revolución francesa. Los gritos de "¡Abajo los Borbones!" y Viva la Constitución se sucedieron; esa noche, la policía cerró los jardines del Palais Royal, y la muchedumbre, furiosa, se reunió en las calles adyacentes, dando comienzo a los disturbios. La mañana del 27 de julio la policía clausuró los periódicos que continuaban publicando; cuando la noticia llegó a la muchedumbre, esta tomó de nuevo los jardines del Palais Royal; Carlos X, temeroso de la revuelta, ordenó a los soldados allí apostados que disolvieran a la muchedumbre. Ante los disparos que esta hacía contra ellos, el ejército abrió fuego. Se sucedieron los disturbios, y los comercios del Palais Royal fueron saqueados. El 28 de julio el pueblo de París comenzó a montar barricadas en las calles. El mariscal Marmont, a quien Carlos X había puesto al mando de la situación, urgió al monarca a reconciliarse con el pueblo derogando las ordenanzas; Carlos X se negó, al tiempo que los hombres de Marmont, simpatizantes de la causa del pueblo, comenzaban a desertar. La situación de Marmont era precaria; Carlos X había ordenado abrir fuego contra la muchedumbre, pero esta, armada y parapetada tras las barricadas de las estrechas calles del centro, lo obligó a retroceder con los restos de su tropa hasta el Palacio de las Tullerías.
Mientras tanto, la Cámara de Diputados se reunió el 28 de julio en casa de Audrey de Puyraveau, y envió una delegación a Marmont pidiéndole que urgiera de nuevo al rey a abolir las ordenanzas. Marmont trató de convencer a Polignac, que se encontraba en las Tullerías, pero este se negó. Viendo lo insostenible de la situación, Carlos X culpó a sus ministros de ella y los destituyó esa misma tarde; con esto perdía, sin pretenderlo, el apoyo del partido ultramonárquico. De esta manera, el rey se quedó políticamente aislado, y, ante la revuelta, se hizo patente el fin de su reinado. Viendo al rey como a un cadáver político, la Cámara de Diputados, reunida el 30 de julio, en casa de Jacques Lafitte y después en el Palais Bourbon, no reconoció autoridad alguna al rey y decidió invitar a Luis Felipe de Orleans, hijo de Felipe Igualdad, y partidario de la causa liberal y burguesa, a desempeñar el cargo de Lugarteniente General del Reino, con el beneplácito de la Cámara de los Pares. Se imprimieron panfletos promoviendo el ascenso de Luis Felipe y los distribuyeron entre la muchedumbre, encantada de ver cómo la autoridad del gobierno de Carlos X se derrumbaba. 
El rey se vio forzado a huir de Saint-Cloud la mañana del 31 de julio, mientras una turba se acercaba con la intención de saquear el palacio. Tomando refugio en Versalles, trató de salvar su gobierno en el momento en que Luis Felipe entraba en París y aceptaba el cargo de Lugarteniente General del Reino que le ofrecía la Cámara de Diputados. Los apoyos a Carlos X se habían esfumado, y el monarca se mostraba incapaz de entender que había sido desplazado del trono. El 2 de agosto la revuelta lo obligó a refugiarse en Rambouillet; ese mismo día, tres regimientos de la Guardia Real, el único cuerpo que había permanecido leal al rey, lo abandonaron. Perdida toda esperanza, y sin protección ante la muchedumbre amenazadora, ese día Carlos X abdicó y obligó a su hijo el Delfín Luis Antonio de Borbón, duque de Angulema, a hacer lo propio en favor de su sobrino Enrique de Artois, duque de Burdeos, y un muchacho de 12 años en aquel momento. El "ex-rey" envió una carta a su primo Luis Felipe, pidiéndole que proclamara rey al duque de Burdeos:

« Primo mío,
Estoy profundamente apenado por los males que afligen y podrían amenazar a mis gentes por no haber encontrado un modo de prevenirles. He tomado la resolución de abdicar de la corona en favor de mi nieto el duque de Burdeos.
El Delfín, que comparte mis sentimientos, renuncia también a sus derechos en favor de su sobrino.
Debéis, en vuestra calidad de lugarteniente general del reino, hacer proclamar el ascenso de Enrique V al trono. Por otra parte, tomaréis todas las medidas que os correspondan para ajustar las nuevas formas de gobierno durante la minoría del nuevo rey...
Comunicad mis intenciones al cuerpo diplomático y hacedme saber lo antes posible sobre la proclamación por la cual mi nieto será reconocido bajo el nombre de Enrique V. »

Luis Felipe de Orleans comunicó la abdicación y renuncia a las Cámaras el 3 de agosto, y lejos de proclamar rey al duque de Burdeos, procedió a expulsar de Francia a la familia de Carlos armando al pueblo de París. Las Cámaras, por su parte, reelaboraron la Carta Constitucional de 1814, declarando el trono vacante y procediendo a elegir a Luis Felipe de Orleans como nuevo rey, quien fue proclamado rey como Luis Felipe I, Rey de los franceses el 9 de agosto.

## Exilio

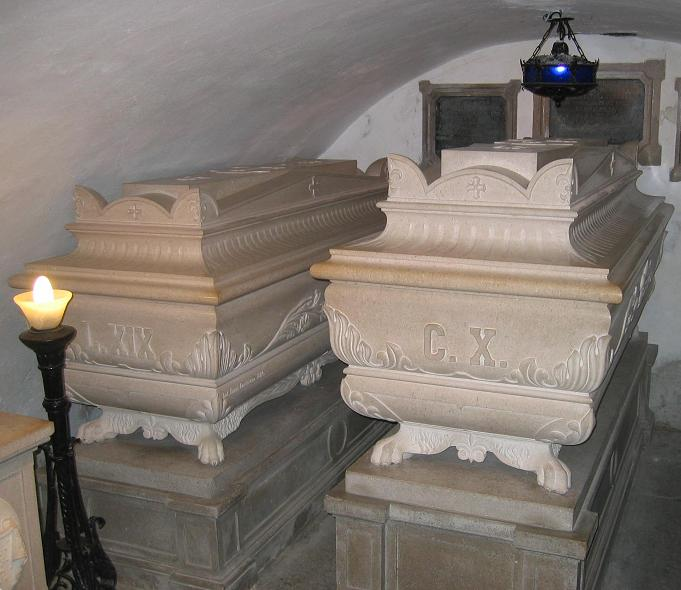
Sarcófagos de Carlos X y de su hijo Luis Antonio de Angulema (Luis XIX) en Nova Gorica.

El 16 de agosto, la antigua familia real se embarcó para Inglaterra a instancias de Luis Felipe, que garantizó un salvoconducto para ellos. El gobierno británico, enojado por la actitud de Carlos X, le informó de que sólo se le permitiría residir en el Reino Unido como un ciudadano privado. Se le permitió residir en Dorset, donde el monarca derrocado fue acosado por los acreedores que le habían prestado grandes sumas de dinero durante su primer exilio en Inglaterra, en tiempos de la Revolución. Aunque disponían de una pequeña fortuna que, por si acaso, Carlos X había colocado en la Banca Inglesa, la situación en Inglaterra era tremendamente incómoda. Abandonó Inglaterra en octubre, y se refugió en Edimburgo (Escocia), donde vivió durante 1831 acosado esta vez por algunos miembros de su familia, que pretendía que cediera la Regencia en el exilio a la duquesa de Berry, madre de Enrique V. En 1832 aceptó la invitación del emperador Francisco I de Austria para vivir en Praga, donde comenzó a recibir a muchos legitimistas borbónicos que habían huido de Francia tras la Revolución de Julio. Sus últimos años los pasó en territorio austro-húngaro, conspirando de manera torpe y pública a favor de la causa de la Casa de Borbón.
Tras haber vivido en el castillo de Hradchin, en Praga, Carlos X murió, afectado de cólera, en  Gorizia, Iliria en 1836. Se encuentra enterrado junto a su hijo mayor, Luis Antonio de Borbón (Luis XIX) en la cripta de la iglesia del monasterio franciscano de Kostanjevica (Nova Gorica, Eslovenia). Junto a sus sarcófagos, fabricados en mármol, se puede ver una placa de piedra negra que reza así:

«Ici repose très haut et très puissant excellent prince Charles X de nom roi, par la grâce de Dieu, de France et de Navarre»
«Aquí reposa [el] muy alto y muy poderoso, excelente príncipe Carlos X, llamado rey, por la gracia de Dios, de Francia y de Navarra»

## Curiosidades
- Carlos de Artois siempre eligió el color verde para que lo representara a él mismo, imponiéndolo en las libreas de sus sirvientes y siendo usado por sus partidarios ultrarrealistas en sus cucardas durante el reinado de Luis XVIII.
- Desciende de Diana de Poitiers vía María Adelaida de Saboya.[10]

## Ancestros
| \| \| \| \| \| \| \| \| \| \| \| \| \| \| \| \| \| \| \| \| 16. Luis, el Gran Delfín \| \| \| \| \| \| \| \| \| \| \| \| \| \| \| \| \| \| \| \| \| \| \| \| \| \| \| \| \| \| \| \| \| \| \| \| \| \| \| \| \| \| \| \| \| \| \| \| \| \| \| \| \| \| 8. Luis, duque de Borgoña \| \| \| \| \| \| \| \| \| \| \| \| \| \| \| \| \| \| \| \| \| \| \| \| \| \| \| \| \| \| \| \| \| \| \| \| \| \| \| \| \| \| \| \| \| \| \| \| \| \| \| \| \| \| 17. María Ana Cristina de Baviera \| \| \| \| \| \| \| \| \| \| \| \| \| \| \| \| \| \| \| \| \| \| \| \| \| \| \| \| \| \| \| \| \| \| \| \| \| \| \| \| \| \| \| \| \| \| \| \| \| \| \| \| \| \| 4. Luis XV de Francia \| \| \| \| \| \| \| \| \| \| \| \| \| \| \| \| \| \| \| \| \| \| \| \| \| \| \| \| \| \| \| \| \| \| \| \| \| \| \| \| \| \| \| \| \| \| \| \| \| \| \| \| \| \| 18. Víctor Amadeo II de Cerdeña \| \| \| \| \| \| \| \| \| \| \| \| \| \| \| \| \| \| \| \| \| \| \| \| \| \| \| \| \| \| \| \| \| \| \| \| \| \| \| \| \| \| \| \| \| \| \| \| \| \| \| \| \| \| 9. María Adelaida de Saboya \| \| \| \| \| \| \| \| \| \| \| \| \| \| \| \| \| \| \| \| \| \| \| \| \| \| \| \| \| \| \| \| \| \| \| \| \| \| \| \| \| \| \| \| \| \| \| \| \| \| \| \| \| \| 19. Ana María de Orleans \| \| \| \| \| \| \| \| \| \| \| \| \| \| \| \| \| \| \| \| \| \| \| \| \| \| \| \| \| \| \| \| \| \| \| \| \| \| \| \| \| \| \| \| \| \| \| \| \| \| \| \| \| \| 2. Luis, Delfín de Francia \| \| \| \| \| \| \| \| \| \| \| \| \| \| \| \| \| \| \| \| \| \| \| \| \| \| \| \| \| \| \| \| \| \| \| \| \| \| \| \| \| \| \| \| \| \| \| \| \| \| \| \| \| \| 20. Rafael Leszczynski \| \| \| \| \| \| \| \| \| \| \| \| \| \| \| \| \| \| \| \| \| \| \| \| \| \| \| \| \| \| \| \| \| \| \| \| \| \| \| \| \| \| \| \| \| \| \| \| \| \| \| \| \| \| 10. Estanislao I Leszczynski \| \| \| \| \| \| \| \| \| \| \| \| \| \| \| \| \| \| \| \| \| \| \| \| \| \| \| \| \| \| \| \| \| \| \| \| \| \| \| \| \| \| \| \| \| \| \| \| \| \| \| \| \| \| 21. Ana Jablonowska \| \| \| \| \| \| \| \| \| \| \| \| \| \| \| \| \| \| \| \| \| \| \| \| \| \| \| \| \| \| \| \| \| \| \| \| \| \| \| \| \| \| \| \| \| \| \| \| \| \| \| \| \| \| 5. María Leszczynska \| \| \| \| \| \| \| \| \| \| \| \| \| \| \| \| \| \| \| \| \| \| \| \| \| \| \| \| \| \| \| \| \| \| \| \| \| \| \| \| \| \| \| \| \| \| \| \| \| \| \| \| \| \| 22. Juan Carlos Opalinski \| \| \| \| \| \| \| \| \| \| \| \| \| \| \| \| \| \| \| \| \| \| \| \| \| \| \| \| \| \| \| \| \| \| \| \| \| \| \| \| \| \| \| \| \| \| \| \| \| \| \| \| \| \| 11. Catalina Opalinska \| \| \| \| \| \| \| \| \| \| \| \| \| \| \| \| \| \| \| \| \| \| \| \| \| \| \| \| \| \| \| \| \| \| \| \| \| \| \| \| \| \| \| \| \| \| \| \| \| \| \| \| \| \| 23. Sofía Czarnkowska \| \| \| \| \| \| \| \| \| \| \| \| \| \| \| \| \| \| \| \| \| \| \| \| \| \| \| \| \| \| \| \| \| \| \| \| \| \| \| \| \| \| \| \| \| \| \| \| \| \| \| \| \| \| 1. Carlos X de Francia \| \| \| \| \| \| \| \| \| \| \| \| \| \| \| \| \| \| \| \| \| \| \| \| \| \| \| \| \| \| \| \| \| \| \| \| \| \| \| \| \| \| \| \| \| \| \| \| \| \| \| \| \| \| 24. Juan Jorge III de Sajonia \| \| \| \| \| \| \| \| \| \| \| \| \| \| \| \| \| \| \| \| \| \| \| \| \| \| \| \| \| \| \| \| \| \| \| \| \| \| \| \| \| \| \| \| \| \| \| \| \| \| \| \| \| \| 12. Augusto II de Polonia \| \| \| \| \| \| \| \| \| \| \| \| \| \| \| \| \| \| \| \| \| \| \| \| \| \| \| \| \| \| \| \| \| \| \| \| \| \| \| \| \| \| \| \| \| \| \| \| \| \| \| \| \| \| 25. Ana Sofía de Dinamarca \| \| \| \| \| \| \| \| \| \| \| \| \| \| \| \| \| \| \| \| \| \| \| \| \| \| \| \| \| \| \| \| \| \| \| \| \| \| \| \| \| \| \| \| \| \| \| \| \| \| \| \| \| \| 6. Augusto III de Polonia \| \| \| \| \| \| \| \| \| \| \| \| \| \| \| \| \| \| \| \| \| \| \| \| \| \| \| \| \| \| \| \| \| \| \| \| \| \| \| \| \| \| \| \| \| \| \| \| \| \| \| \| \| \| 26. Cristián Ernesto de Brandeburgo-Bayreuth \| \| \| \| \| \| \| \| \| \| \| \| \| \| \| \| \| \| \| \| \| \| \| \| \| \| \| \| \| \| \| \| \| \| \| \| \| \| \| \| \| \| \| \| \| \| \| \| \| \| \| \| \| \| 13. Cristiana Eberardina de Brandeburgo-Bayreuth \| \| \| \| \| \| \| \| \| \| \| \| \| \| \| \| \| \| \| \| \| \| \| \| \| \| \| \| \| \| \| \| \| \| \| \| \| \| \| \| \| \| \| \| \| \| \| \| \| \| \| \| \| \| 27. Sofía Luisa de Wurtenberg \| \| \| \| \| \| \| \| \| \| \| \| \| \| \| \| \| \| \| \| \| \| \| \| \| \| \| \| \| \| \| \| \| \| \| \| \| \| \| \| \| \| \| \| \| \| \| \| \| \| \| \| \| \| 3. María Josefa de Sajonia \| \| \| \| \| \| \| \| \| \| \| \| \| \| \| \| \| \| \| \| \| \| \| \| \| \| \| \| \| \| \| \| \| \| \| \| \| \| \| \| \| \| \| \| \| \| \| \| \| \| \| \| \| \| 28. Leopoldo I del Sacro Imperio \| \| \| \| \| \| \| \| \| \| \| \| \| \| \| \| \| \| \| \| \| \| \| \| \| \| \| \| \| \| \| \| \| \| \| \| \| \| \| \| \| \| \| \| \| \| \| \| \| \| \| \| \| \| 14. José I del Sacro Imperio \| \| \| \| \| \| \| \| \| \| \| \| \| \| \| \| \| \| \| \| \| \| \| \| \| \| \| \| \| \| \| \| \| \| \| \| \| \| \| \| \| \| \| \| \| \| \| \| \| \| \| \| \| \| 29. Leonor Magdalena de Palatinado-Neoburgo \| \| \| \| \| \| \| \| \| \| \| \| \| \| \| \| \| \| \| \| \| \| \| \| \| \| \| \| \| \| \| \| \| \| \| \| \| \| \| \| \| \| \| \| \| \| \| \| \| \| \| \| \| \| 7. María Josefa de Austria \| \| \| \| \| \| \| \| \| \| \| \| \| \| \| \| \| \| \| \| \| \| \| \| \| \| \| \| \| \| \| \| \| \| \| \| \| \| \| \| \| \| \| \| \| \| \| \| \| \| \| \| \| \| 30. Juan Federico de Brunswick \| \| \| \| \| \| \| \| \| \| \| \| \| \| \| \| \| \| \| \| \| \| \| \| \| \| \| \| \| \| \| \| \| \| \| \| \| \| \| \| \| \| \| \| \| \| \| \| \| \| \| \| \| \| 15. Guillermina Amalia de Brunswick \| \| \| \| \| \| \| \| \| \| \| \| \| \| \| \| \| \| \| \| \| \| \| \| \| \| \| \| \| \| \| \| \| \| \| \| \| \| \| \| \| \| \| \| \| \| \| \| \| \| \| \| \| \| 31. Benedicta Enriqueta del Palatinado \| \| \| \| \| \| \| \| \| \| \| \| \| \| \| \| \| \| \| \| \| \| \| \| \| \| \| \| \| \| \| \| \| \| \| \| \| \| \| \| \| \| \| \| \| \| \| \| \| \| \| \| |                                                  |  |  |  |  |  |  |  |  |  |  |  |  |  |  |  |
| |                                                  |  |  |  |  |  |  |  |  |  |  |  |  |  |  |  |
| | 16. Luis, el Gran Delfín                         |  |  |  |  |  |  |  |  |  |  |  |  |  |  |  |
| |                                                  |  |  |  |  |  |  |  |  |  |  |  |  |  |  |  |
| |                                                  |  |  |  |  |  |  |  |  |  |  |  |  |  |  |  |
| | 8. Luis, duque de Borgoña                        |  |  |  |  |  |  |  |  |  |  |  |  |  |  |  |
| |                                                  |  |  |  |  |  |  |  |  |  |  |  |  |  |  |  |
| |                                                  |  |  |  |  |  |  |  |  |  |  |  |  |  |  |  |
| | 17. María Ana Cristina de Baviera                |  |  |  |  |  |  |  |  |  |  |  |  |  |  |  |
| |                                                  |  |  |  |  |  |  |  |  |  |  |  |  |  |  |  |
| |                                                  |  |  |  |  |  |  |  |  |  |  |  |  |  |  |  |
| | 4. Luis XV de Francia                            |  |  |  |  |  |  |  |  |  |  |  |  |  |  |  |
| |                                                  |  |  |  |  |  |  |  |  |  |  |  |  |  |  |  |
| |                                                  |  |  |  |  |  |  |  |  |  |  |  |  |  |  |  |
| | 18. Víctor Amadeo II de Cerdeña                  |  |  |  |  |  |  |  |  |  |  |  |  |  |  |  |
| |                                                  |  |  |  |  |  |  |  |  |  |  |  |  |  |  |  |
| |                                                  |  |  |  |  |  |  |  |  |  |  |  |  |  |  |  |
| | 9. María Adelaida de Saboya                      |  |  |  |  |  |  |  |  |  |  |  |  |  |  |  |
| |                                                  |  |  |  |  |  |  |  |  |  |  |  |  |  |  |  |
| |                                                  |  |  |  |  |  |  |  |  |  |  |  |  |  |  |  |
| | 19. Ana María de Orleans                         |  |  |  |  |  |  |  |  |  |  |  |  |  |  |  |
| |                                                  |  |  |  |  |  |  |  |  |  |  |  |  |  |  |  |
| |                                                  |  |  |  |  |  |  |  |  |  |  |  |  |  |  |  |
| | 2. Luis, Delfín de Francia                       |  |  |  |  |  |  |  |  |  |  |  |  |  |  |  |
| |                                                  |  |  |  |  |  |  |  |  |  |  |  |  |  |  |  |
| |                                                  |  |  |  |  |  |  |  |  |  |  |  |  |  |  |  |
| | 20. Rafael Leszczynski                           |  |  |  |  |  |  |  |  |  |  |  |  |  |  |  |
| |                                                  |  |  |  |  |  |  |  |  |  |  |  |  |  |  |  |
| |                                                  |  |  |  |  |  |  |  |  |  |  |  |  |  |  |  |
| | 10. Estanislao I Leszczynski                     |  |  |  |  |  |  |  |  |  |  |  |  |  |  |  |
| |                                                  |  |  |  |  |  |  |  |  |  |  |  |  |  |  |  |
| |                                                  |  |  |  |  |  |  |  |  |  |  |  |  |  |  |  |
| | 21. Ana Jablonowska                              |  |  |  |  |  |  |  |  |  |  |  |  |  |  |  |
| |                                                  |  |  |  |  |  |  |  |  |  |  |  |  |  |  |  |
| |                                                  |  |  |  |  |  |  |  |  |  |  |  |  |  |  |  |
| | 5. María Leszczynska                             |  |  |  |  |  |  |  |  |  |  |  |  |  |  |  |
| |                                                  |  |  |  |  |  |  |  |  |  |  |  |  |  |  |  |
| |                                                  |  |  |  |  |  |  |  |  |  |  |  |  |  |  |  |
| | 22. Juan Carlos Opalinski                        |  |  |  |  |  |  |  |  |  |  |  |  |  |  |  |
| |                                                  |  |  |  |  |  |  |  |  |  |  |  |  |  |  |  |
| |                                                  |  |  |  |  |  |  |  |  |  |  |  |  |  |  |  |
| | 11. Catalina Opalinska                           |  |  |  |  |  |  |  |  |  |  |  |  |  |  |  |
| |                                                  |  |  |  |  |  |  |  |  |  |  |  |  |  |  |  |
| |                                                  |  |  |  |  |  |  |  |  |  |  |  |  |  |  |  |
| | 23. Sofía Czarnkowska                            |  |  |  |  |  |  |  |  |  |  |  |  |  |  |  |
| |                                                  |  |  |  |  |  |  |  |  |  |  |  |  |  |  |  |
| |                                                  |  |  |  |  |  |  |  |  |  |  |  |  |  |  |  |
| | 1. Carlos X de Francia                           |  |  |  |  |  |  |  |  |  |  |  |  |  |  |  |
| |                                                  |  |  |  |  |  |  |  |  |  |  |  |  |  |  |  |
| |                                                  |  |  |  |  |  |  |  |  |  |  |  |  |  |  |  |
| | 24. Juan Jorge III de Sajonia                    |  |  |  |  |  |  |  |  |  |  |  |  |  |  |  |
| |                                                  |  |  |  |  |  |  |  |  |  |  |  |  |  |  |  |
| |                                                  |  |  |  |  |  |  |  |  |  |  |  |  |  |  |  |
| | 12. Augusto II de Polonia                        |  |  |  |  |  |  |  |  |  |  |  |  |  |  |  |
| |                                                  |  |  |  |  |  |  |  |  |  |  |  |  |  |  |  |
| |                                                  |  |  |  |  |  |  |  |  |  |  |  |  |  |  |  |
| | 25. Ana Sofía de Dinamarca                       |  |  |  |  |  |  |  |  |  |  |  |  |  |  |  |
| |                                                  |  |  |  |  |  |  |  |  |  |  |  |  |  |  |  |
| |                                                  |  |  |  |  |  |  |  |  |  |  |  |  |  |  |  |
| | 6. Augusto III de Polonia                        |  |  |  |  |  |  |  |  |  |  |  |  |  |  |  |
| |                                                  |  |  |  |  |  |  |  |  |  |  |  |  |  |  |  |
| |                                                  |  |  |  |  |  |  |  |  |  |  |  |  |  |  |  |
| | 26. Cristián Ernesto de Brandeburgo-Bayreuth     |  |  |  |  |  |  |  |  |  |  |  |  |  |  |  |
| |                                                  |  |  |  |  |  |  |  |  |  |  |  |  |  |  |  |
| |                                                  |  |  |  |  |  |  |  |  |  |  |  |  |  |  |  |
| | 13. Cristiana Eberardina de Brandeburgo-Bayreuth |  |  |  |  |  |  |  |  |  |  |  |  |  |  |  |
| |                                                  |  |  |  |  |  |  |  |  |  |  |  |  |  |  |  |
| |                                                  |  |  |  |  |  |  |  |  |  |  |  |  |  |  |  |
| | 27. Sofía Luisa de Wurtenberg                    |  |  |  |  |  |  |  |  |  |  |  |  |  |  |  |
| |                                                  |  |  |  |  |  |  |  |  |  |  |  |  |  |  |  |
| |                                                  |  |  |  |  |  |  |  |  |  |  |  |  |  |  |  |
| | 3. María Josefa de Sajonia                       |  |  |  |  |  |  |  |  |  |  |  |  |  |  |  |
| |                                                  |  |  |  |  |  |  |  |  |  |  |  |  |  |  |  |
| |                                                  |  |  |  |  |  |  |  |  |  |  |  |  |  |  |  |
| | 28. Leopoldo I del Sacro Imperio                 |  |  |  |  |  |  |  |  |  |  |  |  |  |  |  |
| |                                                  |  |  |  |  |  |  |  |  |  |  |  |  |  |  |  |
| |                                                  |  |  |  |  |  |  |  |  |  |  |  |  |  |  |  |
| | 14. José I del Sacro Imperio                     |  |  |  |  |  |  |  |  |  |  |  |  |  |  |  |
| |                                                  |  |  |  |  |  |  |  |  |  |  |  |  |  |  |  |
| |                                                  |  |  |  |  |  |  |  |  |  |  |  |  |  |  |  |
| | 29. Leonor Magdalena de Palatinado-Neoburgo      |  |  |  |  |  |  |  |  |  |  |  |  |  |  |  |
| |                                                  |  |  |  |  |  |  |  |  |  |  |  |  |  |  |  |
| |                                                  |  |  |  |  |  |  |  |  |  |  |  |  |  |  |  |
| | 7. María Josefa de Austria                       |  |  |  |  |  |  |  |  |  |  |  |  |  |  |  |
| |                                                  |  |  |  |  |  |  |  |  |  |  |  |  |  |  |  |
| |                                                  |  |  |  |  |  |  |  |  |  |  |  |  |  |  |  |
| | 30. Juan Federico de Brunswick                   |  |  |  |  |  |  |  |  |  |  |  |  |  |  |  |
| |                                                  |  |  |  |  |  |  |  |  |  |  |  |  |  |  |  |
| |                                                  |  |  |  |  |  |  |  |  |  |  |  |  |  |  |  |
| | 15. Guillermina Amalia de Brunswick              |  |  |  |  |  |  |  |  |  |  |  |  |  |  |  |
| |                                                  |  |  |  |  |  |  |  |  |  |  |  |  |  |  |  |
| |                                                  |  |  |  |  |  |  |  |  |  |  |  |  |  |  |  |
| | 31. Benedicta Enriqueta del Palatinado           |  |  |  |  |  |  |  |  |  |  |  |  |  |  |  |
| |                                                  |  |  |  |  |  |  |  |  |  |  |  |  |  |  |  |
| |                                                  |  |  |  |  |  |  |  |  |  |  |  |  |  |  |  |

## Títulos y tratamientos
| ● 9 de octubre de 1757-14 de abril de 1814:     | Su alteza real Carlos Felipe de Francia, hijo de Francia, conde de Artois                                        |
| ● 14 de abril de 1814-2 de mayo de 1814:        | Su alteza real Carlos Felipe de Francia, hijo de Francia, conde de Artois, teniente general del reino de Francia |
| ● 8 de julio de 1815-16 de septiembre de 1824:  | Su alteza real Carlos Felipe de Francia, hijo de Francia, conde de Artois                                        |
| ● 16 de septiembre de 1824-2 de agosto de 1830: | Su majestad el rey de Francia y de Navarra                                                                       |
| ● 2 de agosto de 1830-6 de noviembre de 1836:   | El conde de Ponthieu                                                                                             |

## Órdenes de caballería

### Órdenes francesas
- Gran maestre de la Orden del Espíritu Santo.
- Gran maestre de la Orden de San Miguel.
- Gran maestre de la Orden de San Luis.
- Gran maestre de la Legión de Honor.
- Condecorado con la Decoración del Lis.

### Órdenes extranjeras
- Caballero de la Orden del Toisón de Oro. (1761)
- Caballero de la Orden de la Jarretera.
- Caballero de la Orden de San Jenaro.
- Caballero gran cruz de la Orden de San Fernando y del Mérito.
- Caballero de la Orden del Elefante.[11] (2 de octubre de 1824,  Reino de Dinamarca)